# Тарасівка (Охтирський район)
Тара́сівка — село в Україні, у Великописарівській селищній громаді Охтирського району Сумської області. Площа — 3293 га. Населення становить 909 осіб. Колишній орган місцевого самоврядування — Тарасівська сільська рада.

## Географія
Село розташоване в долині річки Ворсклиця, за 20 км від Великої Писарівки, вище за течією на відстані 2 км село Дружба, нижче за течією примикає село Крамчанка, на протилежному березі — село Дернове.
Річка у цьому місці звивиста, утворює лимани, стариці та заболочені озера.

## Історія
Територія де засноване село з російськомовним населенням почало заселятися в 1633 році. Засновником цього села був виходець з Орловщини (Росія) Тарас Танцев, від його імені і одержало назву село. Тарасівку населяли вихідці з Орловської губернії, з м. Кроми. До цього ці землі називались дикими. Вони були в суцільних лісах та кущах. Першими поселенцями були військові, які стояли на захисті південних кордонів Московського царства.
За часів полкового устрою Слобідської України (1654–1765) територія належала до Охтирського полку. Після виходу відомого Маніфеста Катерини ІІ про скасування полково-сотенного устрою (8 травня 1765 р.) населений пункт став підпорядковуватися Охтирській провінції Слобідсько-Української губернії. Село Тарасівка входила до Вільнівського повіту.
З ростом населення та розширенням села Тарасівка жителі вирішили на своїх сходках побудувати церкву з цегли. Тому на окраїні села по дорозі до Пожні було побудовано спеціальні печі для випалювання цегли. Глина для цегли бралася на місці, тут йшов її заміс. Роботи з будівництва церкви почалися в 60 роки XIX століття і продовжувалась декілька років.
У 1883 році в Тарасівці була побудова школа. Зроблена вона з дерева та обтягнута цеглою. З початку в цій школі було два класи і називалась вона церковно-приходська, де головну виховну роль грали священики, як були самі грамотні в ті часи на селі. Вчились в основному лише хлопці, і то тільки рік.
У 1882 році тут два тижні перебував відомий український поет—революціонер П. А. Грабовський.
Заворушення селян відбулося у 1886 році. Совєцька окупація встановлена в грудні 1917 року. В 1919 році в селі був проведений земельний розділ. Першим головою села був обраний Шелєпов Марк Антонович.
На початку липня 1919 року в село без бою (тому, що Червона Армія відступала) вступили денікінці. В 1929–1931 було створено колективне сільське господарство, яке назване колгоспом ім. М.Горького Пізніше колгосп «Знамя комунізму». Господарство займалось вирощуванням зернових культур, цукрового буряка, соняшника, розведенням тваринництва — м'ясо-молочного направлення.
Село постраждало внаслідок геноциду українського народу, проведеного окупаційним урядом СССР 1932—1933 та 1946–1947 роках.
12 червня 2020 року, відповідно до розпорядження Кабінету Міністрів України № 723-р «Про визначення адміністративних центрів та затвердження територій територіальних громад Сумської області», село увійшло до складу Великописарівської селищної громади.
19 липня 2020 року, в результаті адміністративно-територіальної реформи та ліквідації Великописарівського району, увійшло до складу новоутвореного Охтирського району.

## Населення

### Мова
Розподіл населення за рідною мовою за даними перепису 2001 року:
| Мова       | Кількість | Відсоток |
| ---------- | --------- | -------- |
| російська  | 835       | 91.86%   |
| українська | 73        | 8.03%    |
| білоруська | 1         | 0.11%    |
| Усього     | 909       | 100%     |

## Відомі люди
- Богатиренко Владислав Миколайович — український військовик, учасник російсько-української війни[5].
- Ганцев Дмитро Федорович — учасник німецько-радянської війни, повний кавалер ордена Слави.
- Дашутін Григорій Петрович — український політик, народний депутат України.
- Литвиненко Володимир Іванович — лікар, почесний громадянин Кременчука.
- Пісарєв Олександр Григорович — український військовик, учасник російсько-української війни[6].